# Nekrospermia
Nekrospermia – termin oznaczający brak żywotności plemników w spermie.